# Identified
Identified is het tweede album van Vanessa Hudgens.
Het album verscheen in de Verenigde Staten op 1 juli en in Europa en Japan op 25 juni 2008. Het nummer Sneakernight werd in de Verenigde Staten als eerste single van het album uitgebracht.

## Tracklist
1. "Last Night" - 3:09
2. "Identified" - 3:20
3. "First Bad Habit" - 3:02
4. "Hook It Up" - 2:52
5. "Don't Ask Why" - 3:10
6. "Sneakernight" - 2:59
7. "Amazed" - 2:59
8. "Don't Leave" - 3:08 (geschreven door Jesse McCartney)
9. "Paper Cut" - 2:48
10. "Party on the Moon" - 3:50
11. "Did It Ever Cross Your Mind" - 3:10
12. "Gone with the Wind" - 3:28 (nummer gaat over Vanessa Hudgens zelf)